# Maria Anna de Bavaria (1574–1616)
Maria Anna de Bavaria (n. 18 decembrie 1574, München, Ducatul de Bavaria – d. 8 martie 1616, Graz, Monarhia Habsburgică), aparținând Casei de Wittelsbach, a fost fiica ducelui Wilhelm al V-lea de Bavaria și a soției sale, Renata de Lorena.

## Biografie
La 23 aprilie 1600, Maria Anna s-a căsătorit cu Ferdinand de Austria, viitorul împărat al Sfântului Imperiu Roman. Cuplul a avut șapte copii:
- Arhiducesa Christine (1601–1601)
- Arhiducele Karl (1603–1603)
- Arhiducele Johann Karl (1 noiembrie 1605 - 28 decembrie 1619)
- Ferdinand al III-lea (13 iulie 1608 – 2 aprilie 1657)
- Arhiducesa Maria Anna de Austria (13 ianuarie 1610 – 25 septembrie 1665)
- Arhiducesa Cecilia Renata de Austria (16 iulie 1611 – 24 martie 1644), căsătorită cu vărul ei Vladislav al IV-lea Vasa, rege al Poloniei.
- Arhiducele Leopold Wilhelm de Austria (1614–1662)